# Farewell (Divinefire-album)
A Farewell a Divinefire keresztény szimfonikus power metal együttes negyedik albuma.

## Számlista
1. Calling The World - 2:12
2. Unity - 4:27
3. You Will Never Walk Away - 4:14
4. Pass The Flame - 4:50
5. Grow And Follow - 4:46
6. My Roots Are Strong In You - 4:22
7. King Of Kings - 4:24
8. Heal Me - 12:22
9. Farewell - 2:17